# Le Meux
Le Meux är en kommun i departementet Oise i regionen Hauts-de-France i norra Frankrike. Kommunen ligger i kantonen Compiègne-Sud-Ouest som tillhör arrondissementet Compiègne. År 2022 hade Le Meux 2 310 invånare.

## Befolkningsutveckling
Antalet invånare i kommunen Le Meux
| Referens: INSEE |